# Nikolái Jrenkov
Nikolái Nikoláyevich Jrenkov –en ruso, Николай Николаевич Хренков– (Zheleznogorsk, URSS, 15 de julio de 1984–Podgorny, 2 de junio de 2014) fue un deportista ruso que compitió en bobsleigh en la modalidad cuádruple.
Ganó dos medallas de plata en el Campeonato Europeo de Bobsleigh, en los años 2011 y 2012.
Falleció en un accidente de coche cerca de Krasnoyarsk el 2 de junio de 2014.

## Palmarés internacional
| Campeonato Europeo | Campeonato Europeo    | Campeonato Europeo | Campeonato Europeo |
| Año                | Lugar                 | Medalla            | Prueba             |
| ------------------ | --------------------- | ------------------ | ------------------ |
| 2011               | Winterberg (Alemania) | Medalla de plata   | Cuádruple          |
| 2012               | Altenberg (Alemania)  | Medalla de plata   | Cuádruple          |